# Arthonia subfuscicola
Arthonia subfuscicola är en lavart som först beskrevs av Linds., och fick sitt nu gällande namn av Triebel. Arthonia subfuscicola ingår i släktet Arthonia och familjen Arthoniaceae.  Arten är reproducerande i Sverige. Inga underarter finns listade i Catalogue of Life.